# Sapromyza amabilis
Sapromyza amabilis is een vliegensoort uit de familie van de Lauxaniidae. De wetenschappelijke naam van de soort is voor het eerst geldig gepubliceerd in 1930 door Frey.